# Saint-Maurice-les-Brousses
Saint-Maurice-les-Brousses település Franciaországban, Haute-Vienne megyében. Lakosainak száma 1041 fő (2022. január 1.). Saint-Maurice-les-Brousses Janailhac, Jourgnac, Nexon, Saint-Jean-Ligoure és Le Vigen községekkel határos.

## Népesség
A település népessége az elmúlt években az alábbi módon változott:
| Lakosok száma | 1047 | 1043 | 1053 | 1060 | 1056 | 1052 | 1048 | 1042 | 1041 |
|               | 2013 | 2015 | 2016 | 2017 | 2018 | 2019 | 2020 | 2021 | 2022 |